# Arnaude de Rocas
Arnaude de Rocas, död 1570, var en cypriotisk martyr och hjältinna ur det Cypriotiska kriget.
Hon var dotter till Eugene Syglitikos, greve de Rocas. Under de osmanska turkarnas belägring av Nicosia, deltog hon enligt sed i vårdandet av stadens sårade försvarare. Hon vårdade sin far, som avled under slaget när Nicosia föll och erövrades av Osmanska riket 9 september 1570. Hon återfanns vid sin döda fars kropp och tillfångatogs. 
I enlighet med islamisk lag om slaveri blev hon i egenskap av en kafir från dar al-harb tagen som slav. Hon och många andra kvinnor fördes till ett torg där de samlades ihop inför avfärd till Konstantinopel. Hon ska ha blivit informerad om att hon skulle säljas som konkubin till ett harem. Hon och andra kvinnor fördes ombord på ett osmanskt skepp inför avfärd. Kvinnorna ska ha sagt att de hellre dött än bli slavar. 
En natt innan skeppet skulle lämna Cypern, sprängdes det i luften. Det påstås att det var Arnaude de Rocas som hade antänt skeppets krutförråd med hjälp av en lampa under natten medan vakterna sov.